# St. Veit an der Glan
St. Veit an der Glan é um município da Áustria localizado no distrito de St. Veit an der Glan, no estado de Caríntia.